# 전관방송
건물간 원거리 방송을 하기 위한 자동화된 시스템(PA:Public Address System)으로 시스템은 크게 3가지 형태로 나뉘며 다른 명칭으로는 사내방송시스템이라고도 한다.

## 하이임피던스 스피커
일반적으로 PA시스템에서는 장거리로 전송하는 손실을 줄이기 위해서 일반적인 8Ω의 임피던스를 가지는 가정용 스피커보다 높은 500Ω부터 2kΩ이상의 임피던스를 가지는 고임피던스 스피커를 사용한다. 방송용 스피커 내부에는 앰프에서 출력한 100v, 70v 신호를 낮추어서 스피커 유닛에 공급해 주는 스텝 다운 트랜스포머가 있다. 앰프에서는 100v, 70v로의 승압을 위한 스텝 업 트랜스포머가 있다.

## 아날로그
하이 임피던스 스피커를 사용한 방식으로, 라인 셀렉터 등의 제어신호 및 오디오신호를 아날로그 회로를 사용해 처리하는 방송 시스템으로 선로의 길이나 상태에 따라 노이즈 발생 요인이 높다. 그러나 디지털 방식에 비해서 안정성과 시설 예산 대비 성능이 크기 때문에 소형 빌딩의 안내방송이나 비상방송으로 사용한다.

## 디지털 제어
제어신호는 아날로그나 비교적 단순한 RS232나 RS485 시리얼 통신을 이용하고, DSP를 탑재하여 디지털 방식으로 오디오 신호를 믹싱 또는 라우팅 할 수 있지만, 스피커 결선에 있어서는 기존 아날로그 방식을 사용하기 때문에 스피커 케이블의 길이나 상태에 따라 노이즈 발생 요인이 높다. 아날로그 방식에 비해 안정성은 낮은 편이나 설치와 사용이 간편해서 대형 빌딩이나 학교의 방송시스템으로 사용한다.

## 네트워크 시스템
네트워크를 통한 제어와 오디오신호 전달이 이루어져 위의 방식에 비해 음성신호의 노이즈 발생요인이 없고 주로 스마트폰을 이용해 다원화 방송이 이루어지기 때문에 사용자들이 방송을 진행함에 있어서 시·공간적 접근성의 한계가 없다. 또한 각실의 Hi-Fi오디오 시스템과 방송 시스템의 일체화가 가능하여 트랜스포머에 의한 디스토션 등 음질 손상이 적다. 그러나 안정성은 가장 낮은 방식으로 네트워크 망에 장애가 발생할 경우 방송이 불가능하다는 단점이 있다.

또한 최근에는 아날로그 방식의 안전성과 네트워크 방식의 확장성과 편리성을 통합한 방송 장비가 많이 나온다. 스피커나 앰프 기기들은 아날로그 장비를 사용하지만 디지털 믹서등을 이용해 네트워크 기술을 접목하여 아날로그 방식의 단점을 보완하여 사용하기도 한다.
| 장단점 비교      | 장단점 비교                                      | 장단점 비교                                                                         | 장단점 비교                                                             |
| ---------------- | ------------------------------------------------ | ----------------------------------------------------------------------------------- | ----------------------------------------------------------------------- |
|                  | 아날로그                                         | 디지털                                                                              | 네트워크                                                                |
| 안정성           | 높음(계전기등 비교적 단순한 회로 때문)           | 비교적 높음                                                                         | 낮음(네트워크 망에 장애 발생시 사용 불가)                               |
| 음질             | 선로 상태에 따라 전기적인 잡음에 취약            | DSP처리 과정에서 디지털 샘플링 시 음질 손상됨, 선로상태에 따라 전기적인 잡음에 취약 | 디지털 샘플링과 압축을 통해 음질 손상되나, 전기적인 잡음에는 매우 강함. |
| 접근성           | 리모트앰프(원격마이크)에 의한 건물내 국지적 방송 | 리모트앰프(원격마이크)에 의한 건물내 국지적 방송                                    | 스마트폰·PC·마이크·IP단말 등 다양한 형태로의 방송 접근이 허용됨         |
| 오디오 전송 방식 | 아날로그                                         | 아날로그 또는 AES3                                                                  | 네트워크                                                                |
| 통신메커니즘     | ON/OFF 릴레이 접점방식                           | 접점 및 19.2Kbps 정도의 시리얼 통신 병행 사용                                       | 유·무선 TCP/IP통신 및 시리얼통신, 접점 입출력식등 다양한 접근 허용      |

## 화재안전기준
전관방송 장비는 화재시 피난 방송에 사용하기 때문에 설치 시에 화재안전기준을 준수하여야 한다.

## 같이 보기
- 아나운서
- 인터폰